# 금성 정씨
금성 정씨(錦城鄭氏)는 전라남도 나주시를 본관으로 하는 한국의 성씨이다. 시조 정성(鄭盛)은 고려에서 문과에 급제해 대광보국숭록대부(大匡輔國崇祿大夫)에 올랐으며 금성군(錦城君)에 봉해졌다.

## 참고 자료
- “금성정씨(錦城鄭氏)”. 뿌리를 찾아서.[깨진 링크(과거 내용 찾기)]